# Résolution 252 du Conseil de sécurité des Nations unies
Membres permanents
- Chine (Taïwan)
- États-Unis
- France
- Royaume-Uni
- URSS

Membres non permanents
- Algérie
- Brésil
- Canada
- Danemark
- Éthiopie
- Hongrie
- Inde
- Pakistan
- Paraguay
- Sénégal

Résolution no 251 Résolution no 253
La résolution 252 du Conseil de sécurité des Nations unies fut adoptée à 13 voix pour et 2 abstentions lors de la 1 426e séance du Conseil de sécurité des Nations unies le 21 mai 1968. Après avoir reçu une lettre du représentant permanent de la Jordanie, entendu les déclarations des représentants d'Israël et de la Jordanie, et les mesures prises par Israël contre les résolutions de l'Assemblée générale prises à ce sujet, le Conseil a réaffirmé que l'acquisition de territoire par conquête militaire est inadmissible et a déploré qu'Israël ne se conforme pas aux résolutions de l'Assemblée générale. Le Conseil a considéré que toutes les mesures et actions législatives et administratives qui tendent à modifier le statut juridique de Jérusalem sont nulles et non avenues et a demandé instamment à Israël d'annuler toutes les mesures de ce type déjà prises et de s'abstenir immédiatement de toute autre action qui tendrait à modifier le statut de Jérusalem.
La résolution a été adoptée par 13 voix contre zéro; le Canada et les États-Unis se sont abstenus. 

### Sources
- (en) Cet article est partiellement ou en totalité issu de l’article de Wikipédia en anglais intitulé « United Nations Security Council Resolution 252 » (voir la liste des auteurs).

### Texte
- Résolution 252 Sur fr.wikisource.org
- Résolution 252 Sur en.wikisource.org